# شهرستان کتوسا (جورجیا)
شهرستان کتوسا، جورجیا (به انگلیسی: Catoosa County, Georgia) یک سکونتگاه مسکونی در ایالات متحده آمریکا است که در جورجیا واقع شده‌است.